# Rånön
Rånön är en ö i Bottenviken och ligger i Töre socken, Kalix kommun.
Vid folkräkningen 1960 (befolkning enligt den 1 november 1960) hade ön 15 invånare och omfattade en areal av 23,47 km², varav allt land.